# Polaron
Um polaron é uma quase partícula usada na física da matéria condensada para entender as interações entre elétrons e átomos em um material sólido. O conceito de polaron foi proposto pela primeira vez por Lev Landau em 1933 para descrever um elétron em movimento em um cristal dielétrico, onde os átomos se movem de suas posições de equilíbrio para efetivamente rastrear a carga de um elétron, conhecido como nuvem de fônons. Isso diminui a mobilidade do elétron e aumenta a massa efetiva do elétron.
O polaron, uma quase partícula fermiônica, não deve ser confundido com o polariton, uma quase partícula bosônica análoga a um estado hibridizado entre um fóton e um fônon óptico.

## Trião polarônico
O trião polarônico é uma quase-partícula descoberta no dissulfeto de molibdênio (MoS2) por uma equipe da Universidade Nacional de Cingapura (NUS). Ele pode ser usado para projetar um modulador óptico para a luz visível que é controlada pelos campos de temperatura e elétrico. O trion polarônico pode ser visualizado como uma boneca de chá russa ou matryoshka.